# Xerophyta kirkii
Xerophyta kirkii là một loài thực vật có hoa trong họ Velloziaceae. Loài này được (Hemsl.) L.B.Sm. & Ayensu miêu tả khoa học đầu tiên năm 1974.